# Писцовая книга Шелонской пятины письма Леонтия Ивановича Аксакова и подьячего Алексея Молахова 7090 года
Писцовая книга Шелонской пятины письма Леонтия Ивановича Аксакова и подьячего Алексея Молахова 7090 года — писцовая книга валовой переписи Шелонской пятины; была составлена в 1581/82 году. Дошла до нашего времени в подлинном виде и хранится в Российском Государственном Архиве Древних Актов в фонде № 1209 (Поместный Приказ), по описи № 1, дело № 957. Помимо этого, есть несколько списков этого документа в том же архиве, фонде и описи. Например, дела № 8543 и № 8544 (список ок. 1624—1626 гг. за скрепой дьяка Фёдора Никитича Апраксина); часть 3, дела № 146, № 147 (список ок.1626-1631 гг. за скрепой дьяка Рахманина Болдырева); дело № 712 (список 1746 г. за скрепами секретаря Обрютина и подканцеляриста Гаврилы Яковлева). Текст подлинной рукописи написан  скорописью того времени.

## Содержание и сохранность
Подлинный документ до нашего времени дошёл без начала и конца, с некоторыми утратами листов в середине, на многих листах фрагменты текста стёрты. На (л. 1) записано почерком XVII века следующее:
«[… Ле]отия Аксакова 7090-го году без начала, и многих в ней листов нет, потому что помесного стола дела и пи[сцо]вые книги, и та писцовая книга, были под церковью Происхожде[ния] Честнаго и Животворящего Креста, и в прошлом, во […] году та церковь […] и писцовые книги каменьем и известью засыпало и розбило, и ту писцовую книгу изломало ж, и начала в ней и иных многих листов не сыскано, а которые погосты той книге остались и сысканы, и тем погостам главы.» (по ред. Неволина К. А.; он же пишет, что обрушение в церкви Происхождения Честного и Животворящего Креста, которая находилась в Новгородском Кремле, произошло в 7157 (1649) году).
В писцовой книге были описаны следующие территории.
1. Паозерский погост
2. Сутоцкий погост
3. Сабельский погост
4. Косицкий погост
5. Турский погост
6. Фроловский погост
7. Передольский погост
8. Петровский погост
9. Боротинский погост
10. Вшелский погост
11. Лубинский погост
12. Березский погост
13. Хмерский погост
14. Логовежский погост
15. Щирский погост
16. Быстреевский погост
17. Дремяцкий погост
18. Лосицкий погост
19. Павский погост
20. Щепецкий погост
21. Которский погост
22. Бельский погост
23. Доворецкий погост
24. Любынский погост
25. Бурежский погост
26. Ретенский погост
27. Скнятинский погост
28. Мусецкий погост
29. Илеменский погост
30. Оброчные непашенные рядки Ужинского погоста (описание сохранилось в списках)
31. Оброчные непашенные рядки погоста Взвад (описание сохранилось в списках)

Как правило, главы в книге разделяются на несколько подразделов (в зависимости от наличия в погосте тех или иных земель): в начале главы описывается сам погост и церковный причёт, далее идёт текст по дворцовым землям, после этого идёт подраздел «за помещики за детми боярскими» (описываются поместья), после «за новыми помещики немецких городов» (описываются недавно отделённые в поместья земли тем лицам, чьи бывшие владения в Ливонии в результате войны отошли от Русского государства), после описываются земецкие земли, затем пустые дворцовые земли, «порозжие земли, что были в поместье за старыми помещики за детми боярскими», порозжие земецкие земли, владычные земли и земли монастырей. В конце подраздела записан, как правило, итог по нему, а в конце главы — итог по погосту, после описания всех погостов — общий итог по пятине.

## Время описания
В самом тексте книги содержатся многочисленные отрывки, датирующие этот документ 7090 годом. Добавить здесь можно только то, что написана она была после набега в Ливонскую войну на эту местность польско-литовских и шведских войск, в 1581/82 году.
При составлении книги были использованы более старые документы, а именно роспись новгородского дьяка Семена Косткина 7088 (1579/80) года и старое письмо, а именно, судя по ссылкам в текстах некоторых погостов, писцовая книга Шелонской пятины Залесской половины письма Семена Васильевича Квашни Свербеева 7047 (1538/39) года.

## Составители
Возглавлял перепись Леонтий Иванович Аксаков. По листам подлинного документа идут его скрепы. «К сим книгам Левонтей Оксаков руку приложил».
Другим переписчиком являлся подьячей Алексей Молахов. По листам подлинного документа также идут и его скрепы. «К сим книгам подьячей Олексей Молахов руку приложил».
Помимо этого, листы подлинника были заверены более поздней подписью регистратора Дмитрия Самойлова. «Регистратор Дмитрий Самойлов».

## Схема описания
В писцовой книге присутствует достаточно строгая форма в описаниях. Например, по поместьям: указан его владелец на 7090 год, прежний владелец части этих земель (в некоторых случаях на 7047 год) и дано описание селений и пустошей, затем то же самое по другим частям этого поместья, принадлежащих по старому письму другим прежним владельцам.
«(л.796об.) За Костянтином за Семеновым сыном Бачина да за его племянником за Офонасьем за Своитиновым сыном Бачина, поместье за ними по отделным книгам 80-го году, а преж того было за Своитином да за Третьяком за Дементьевыми детми Бачина. А по старым по писцовым книгам Квашни Свербеева написано то помесье за Федором за Залешанином за Васильевым сыном Боброва, волостка была Ивановская Офромеева.
[…](л.799об.)[…]
За Костянтином же за Бачиным да за его племянником за Офонасьем в Щепетцком погосте того ж Федоровского поместья Боброва деревни, что были преже того в поместье за Гридею за Забелиным да за его сыном за Матвейцом. А в писцовых книгах Квашни Свербеева преписаны были к усадищу их в Дремятцкой погост.
[…](л.800об.)[…]
Да за Костянтином да за его племянником за Офонасьем в Щепецком погосте того же Федоровского Залешанина поместья Боброва, что было преж того за Иваном да за Степаном за Ондреевыми детми Пустошкина.
[…]
Да за Костянтином же с племян(л.801)ником, что было в поместье преж того за Семеном Ивановым сыном Офросиньина.
[…](л.801об.)[…]
За Костянтином же с племянником, что было преже того в поместье за Якушем, да за Чехлом, да за Петром з братьею за Ондреевыми детми Пустошкина.
[…](л.802об.)[…]
За Костянтином же с племянником починки, за ними, что были преже того в поместье за Юрьем за Семеновым сыном Офросиньина, а после были за Олферьем за Колычовым.
[…](л.803)[…]
За Костянтином же за Бачиным да за его племянником за Офонасьем, что было преж того в поместье за Ондреем за Третьяковым сыном Ржаникова.
[…](л.803об.)[…]
Да за Костянтином же с племянником в Щепецком погосте, что было преже того за Молчаном да за Васильем за Ивановыми детми Еремеева, а после были в помесье за Олферьем за Микитиным сыном Колычова да за Иваном за Веригиным сыном Благово.
[…]»
После этого даётся общий итог по поместью в погосте и упоминание о наличии поместий за этим лицом в других погостах. В конце (в некоторых случаях) — оклад владельца. В описаниях селений и пустошей. Характеристика: село, «(Дрв)» (деревня); «(Пус), что была деревня», (пустошь, что была деревня); «(Пуш), что был починок» (пустошь, что был починок); «Пол (пус), что была деревня» (половина пустоши, что была деревня) и т. д. Указывается что произошло в селении во время набега «литовских людей», например, «зжена и воевана». Перечисляются дворы и их хозяева, количество пустых дворовых мест «(м)». Приводится в коробьях размер пашни помещика, крестьян, паханной и перелогом, «а в дву по тому ж»; закос сена в копнах, в том числе на «отхожих пожнях»; по некоторым селениям — лесные угодья в вёрстах в длину и в ширину, или десятинах; количество обёж в «живущем» и «в пусте».

## Публикации
Обзор данной писцовой книги, с приведением некоторых текстовых фрагментов, был произведён впервые К. А. Неволиным и опубликован в 1853 году в серии «Записки Императорского Русского географического общества» в книге № 8 под названием «О пятинах и погостах новгородских в XVI веке, с приложением карты». До настоящего времени данная писцовая книга полностью не опубликована.